# Brama australis
Brama australis (лат.) — вид лучепёрых рыб из семейства морских лещей. Распространены в юго-восточной части Тихого океана у берегов Чили. Максимальная зарегистрированная длина тела 47,2 см.

## Образ жизни
Это морской пелагически-неритический вид. Встречается на глубине 15—120 м.

## Brama australisи человек
Brama australis безвреден для людей. Охранный статус вида не определен.